# Pungmul
Pungmul (koreanisch: 풍물), auch manchmal Pungmul-nori (풍물놀이) genannt, ist eine traditionelle koreanische Volksmusik, die ursprünglich von den Bauern in ihren Dörfern und auf den Feldern gespielt und aufgeführt wurde. Sie beinhaltet das Trommeln mit verschiedenen Instrumenten, dem Tanzen und Singen.

## Namensbedeutung
Wörtlich übersetzt bedeutet Pungmul so viel wie „Windobjekte“ und als Pungmul-nori „das Spiel mit den Windobjekten“. Ursprünglich als Nongak (Bauernmusik), nong (農/농) für Bauern und ak (樂/악) für Musik, bezeichnet, wurde in Südkorea um die Bezeichnung heftig gerungen. Noch 1966 wurde für das Genre der Musik unter dem Namen Nongak als wichtiges immaterielles Kulturgut Nummer 11 registriert. Doch Wissenschaftler und praktizierenden Künstler wehrten sich dagegen, die Bezeichnung aus der Zeit der Kolonisation Koreas durch Japan zu übernehmen und fanden den Begriff zu eng gefasst. Seit dieser Zeit hat sich Pungmul für die Art der Aufführung von Musik, Tanz und Gesang durchgesetzt. Nichtsdestotrotz wurde im Jahr 2014 Nongak in die UNESCO-Liste des immateriellen Kulturerbes der Menschheit eingetragen.

## Hintergrund und Geschichte

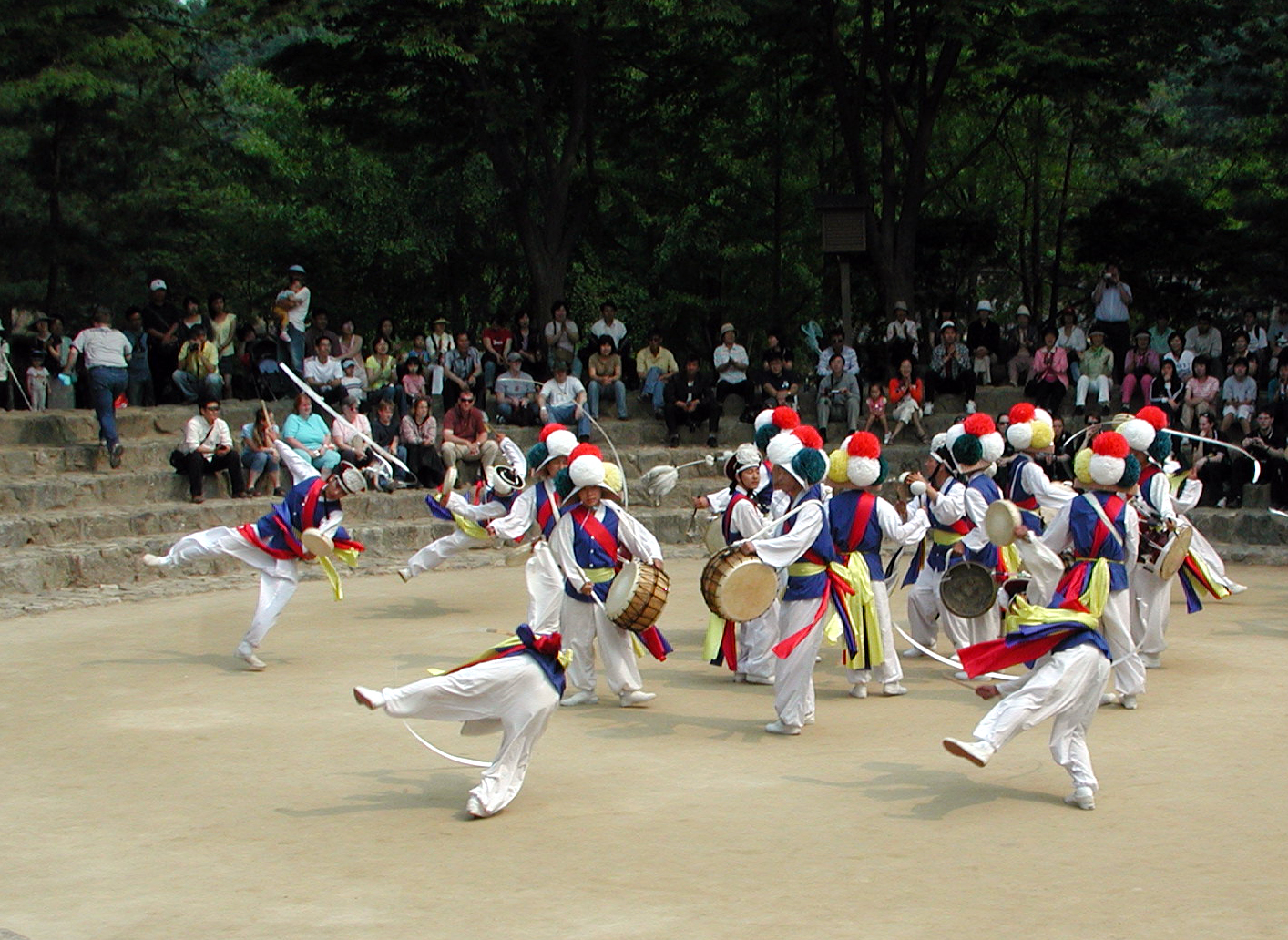
Pungmul-Aufführung mit Tänzer

Die Musik und ihre Aufführung besitzen einen schamanischen Ursprung, wobei die zeitliche Entstehung dieser Musik nicht genau definiert werden kann. Texte im altchinesischen Sanguozhi (Chroniken der Drei Reiche), die den Zeitraum von 184 bis 280 n. Chr. beschreiben, weisen auf Musik, Tanz und Gesang zur rituellen und festlichen Anlässen in ländlichen Gegenden hin, die wohl auf Mahan, einen der drei Staatenbünde zu Anfang der europäischen Zeitrechnung, zurückgehen. Doch lässt sich aus den Texten noch nicht auf die Art der Aufführungen und der verwendeten Instrumente schließen.
Pungmul wurde in Gruppen von Spielern aufgeführt, wobei die Art und Weise und Stile der Aufführungen je nach Provinz variierten. Gemeinsam waren ihnen aber Zweck und Prozessionscharakter der Aufführungen.
Die Gelegenheiten zu denen Pungmul gespielt und aufgeführt wurde, lassen sich in vier Kategorien einteilen:
1. Bäuerliche Zeremonien – In schamanistischen Ritualen wurde Pungmul aufgeführt, um etwas zu segnen, als da wären ein Haus, das Dorf, die Früchte auf den Feldern oder besondere Ereignisse. Auch zur Vertreibung von Dämonen und bösen Geistern wurde das Spiel eingesetzt.
2. Bäuerliche Arbeit – Pungmul wurde auch gespielt um Arbeiten im Dorf oder auf den Feldern zu begleiten und die tätigen Menschen zu motivieren.
3. Spendensammlungen – Zu Spendensammlungen für wichtige Projekte des Dorfes, für Tempel oder anderen wichtigen Institutionen zog man mit Pungmul-Aufführungen von Tür zu Tür.
4. Unterhaltung – Bis zur Mitte des 20. Jahrhunderts wurde Pungmul auch zur Unterhaltung in dörflichen Gemeinschaften gespielt.[1]

Alle Musikstücke, Rhythmen und Darbietungsformen unterschieden sich je nach Art ihres Einsatzes.

## Traditionelle Aufführungen
Eine typische Pungmul-Prozession wurde stets von einem Fahnenträger oder Träger eines Banners angeführt. Das Banner hatte eine längliche Rechteckform und war senkrecht an einem Pfahl befestigt. Es führte in der Regel den Namen der Gruppe oder auch Widmungen oder Ähnliches.
Dem Fahnenträger folgte der Spieler der Kkwaenggwari (꽹과리), einem kleinen metallischen sehr hoch klingenden Gong. Mit ihm gab der Spieler den jeweiligen Rhythmus, das Tempo und das Signal eines Wechsel von beiden und der tänzerischen Darbietung vor. Dem Spieler konnten weitere Kkwaenggwari-Spieler folgen, die den Spielführer unterstützten.
An dritter Position nach dem Fahnenträger und der Kkwaenggwari folgte ein Spieler, der die Jing (징), einen größeren Gong mit einem dunklen nachhallenden Ton, bediente. Die Jing wurde zu Beginn eines rhythmischen Zyklus geschlagen oder zu Betonung eines bestimmten Trommelschlags innerhalb eines Rhythmus.
Der Jing folgten einige Spieler mit Janggu-Trommeln (장구), die nach ihrer Form zu den Sanduhrtrommeln gehören, mit zwei Trommelfellen versehen sind und mit zwei unterschiedlichen Klöppeln zweiseitig geschlagen werden. Mit ihr wurden detaillierte Schläge unterschiedlicher Tonhöhe und Ausformung geschlagen, die den Charakter eines Rhythmus bestimmten.
An vorletzter Position einer Prozession bildeten die Trommler mit der Buk (북), einer Fasstrommel, die ebenfalls über zwei Schlagseiten verfügt, aber mit nur einem Klöppel geschlagen wird. Mit ihrem durchdringenden dunklen Klang bildeten die Trommelschläge das Gerüst oder den Rahmen des Rhythmus und unterstützten damit die anderen Instrumente.
Doch das Spiel der verschiedenen Instrumente war nicht nur auf Gleichklang bedacht, sondern konnte sich in ihren Rhythmen und Schlägen auch unterscheiden und überschneiden, was ein komplexes Gebilde an Rhythmen hervorbrachte.
Den Schluss einer Prozession bildete in der Regel die Tanzgruppe, die gleichzeitig zu ihren akrobatischen Einlagen die Sogo, eine kleine, an einem Stiel gehaltene flache Trommel spielten. Die Sogo und die Bewegungen der zugehörigen Trommelschläge war dabei allerdings mehr Dekoration, als dass die Trommel etwas Entscheidendes zum Trommelrhythmus der Aufführung hätte beitragen können. Die Art und Weise, wie die Sogo geschlagen wurde, war in der Regel Teil des dynamischen Tanzes der Gruppe.

## Instrumente

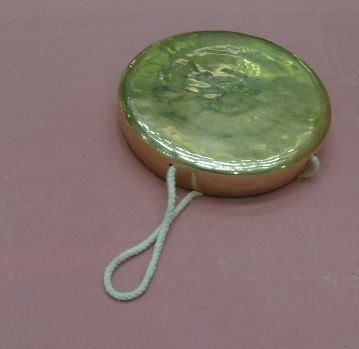
Kkwaenggwari
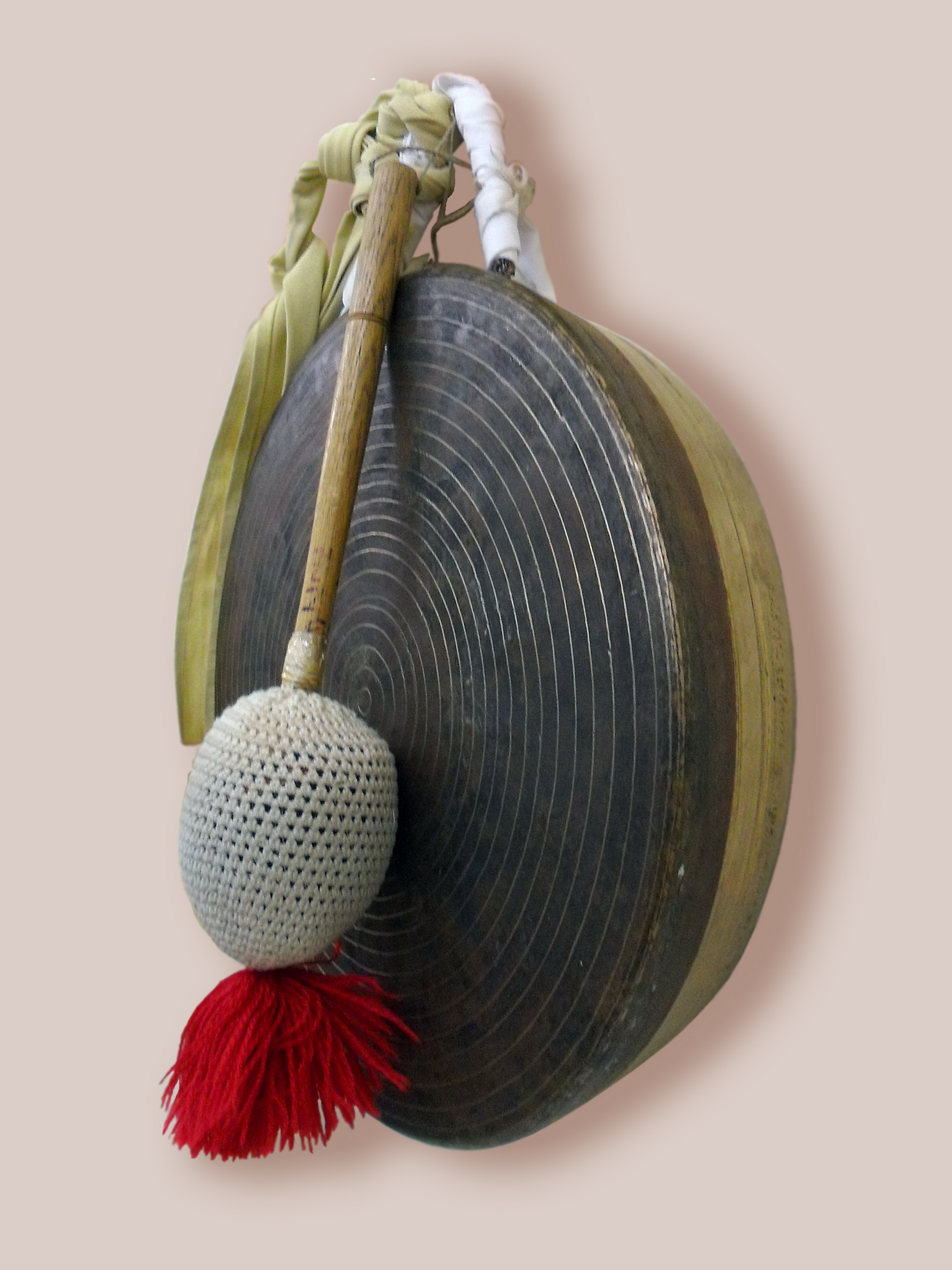
Jing
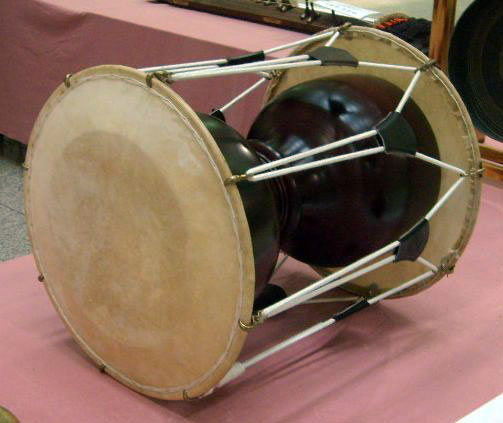
Janggu
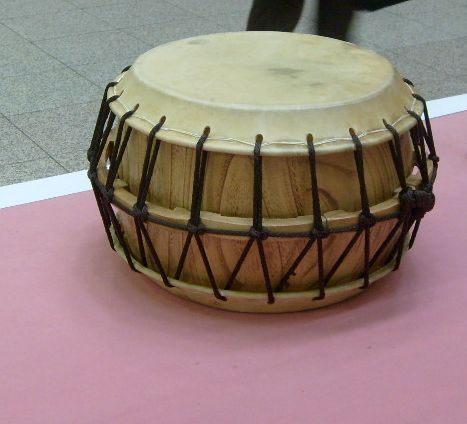
Buk
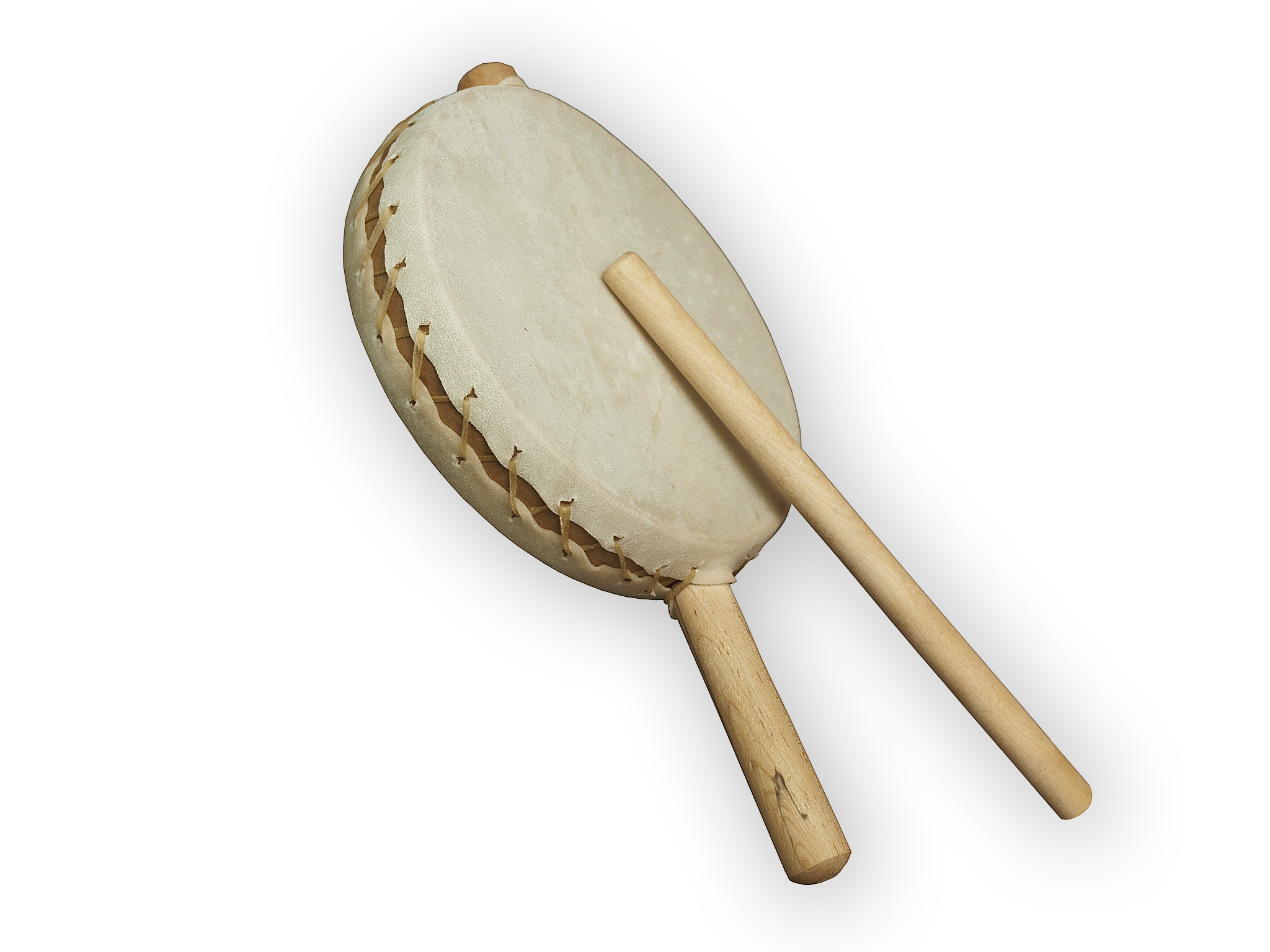
Sogo

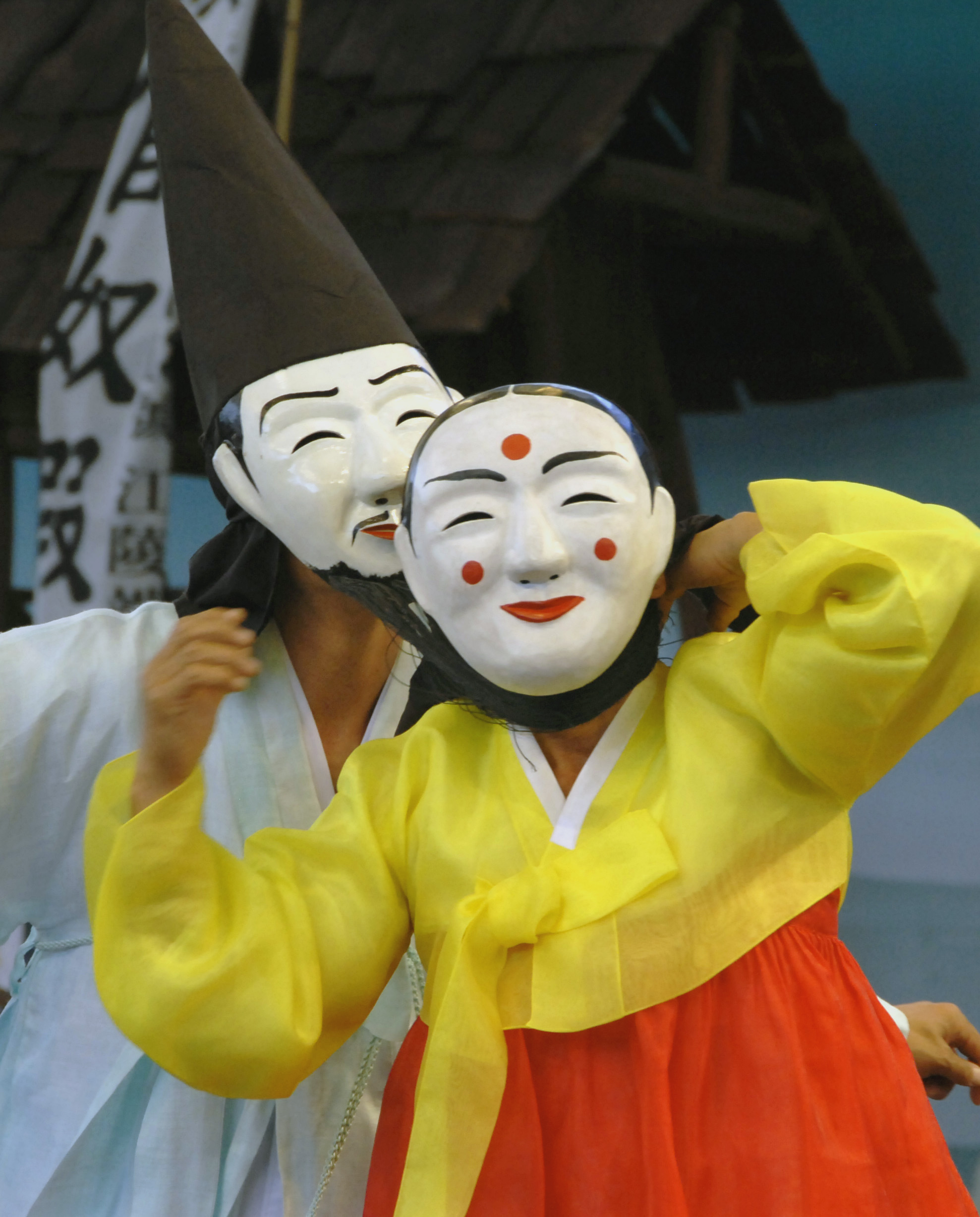
International Mask Dance Festival in Andong

In manchen Aufführungen wurde die Pungmul-Gruppe auch von Theatertänzern begleitet, die in entsprechender Verkleidung und mit koreanischen Masken (탈 Tal) bestückt, in stereotyper Form sich über die Obrigkeiten, Gelehrten, religiösen Führern und anderen lustig gemacht oder in ihren Darbietung sie karikiert und kritisiert haben.

## Niedergang des traditionellen Pungmul
Während er japanische Okkupation Koreas wurde das Pungmul-Spielen unterdrückt, da die japanische Obrigkeiten Angst davor hatten, dass Pungmul-Aufführungen die Bevölkerung hätte aufwiegeln können. Nach der Befreiung Koreas von seinen Besatzern und dem Koreakrieg führte der industrielle Aufbruch im Süden des zweigeteilten Landes zur Landflucht mit dem Drang junger Leute in die Ballungszentren des Landes. So drohte die Tradition des Pungmul-Spielens mehr und mehr Vergessenheit zu geraten und ländliche Aufführungen wurden seltener.

## Neuentdeckung des Pungmul
In den 1960er Jahren wurde Pungmul ein Teil der Studenten-Protest-Bewegung gegen das Militärregime und gegen die korrupte Klasse innerhalb Südkoreas. Studenten gingen in Folge aufs Land um das Landleben kennenzulernen. Es war der Beginn der Minjung-Bewegung (민중). In den Städten folgten in den 1970er und 1980er Jahren Massendemonstrationen gegen das Militärregime und die Trommelrhythmen des Pungmul spielten eine gewichtige Rolle in der Mobilisierung und Formierung des Widerstandes. Nicht selten waren auch junge Demonstranten im traditionellen Minbok (민복) (Kleidung der einfachen Leute) Pungmul spielen zu sehen.

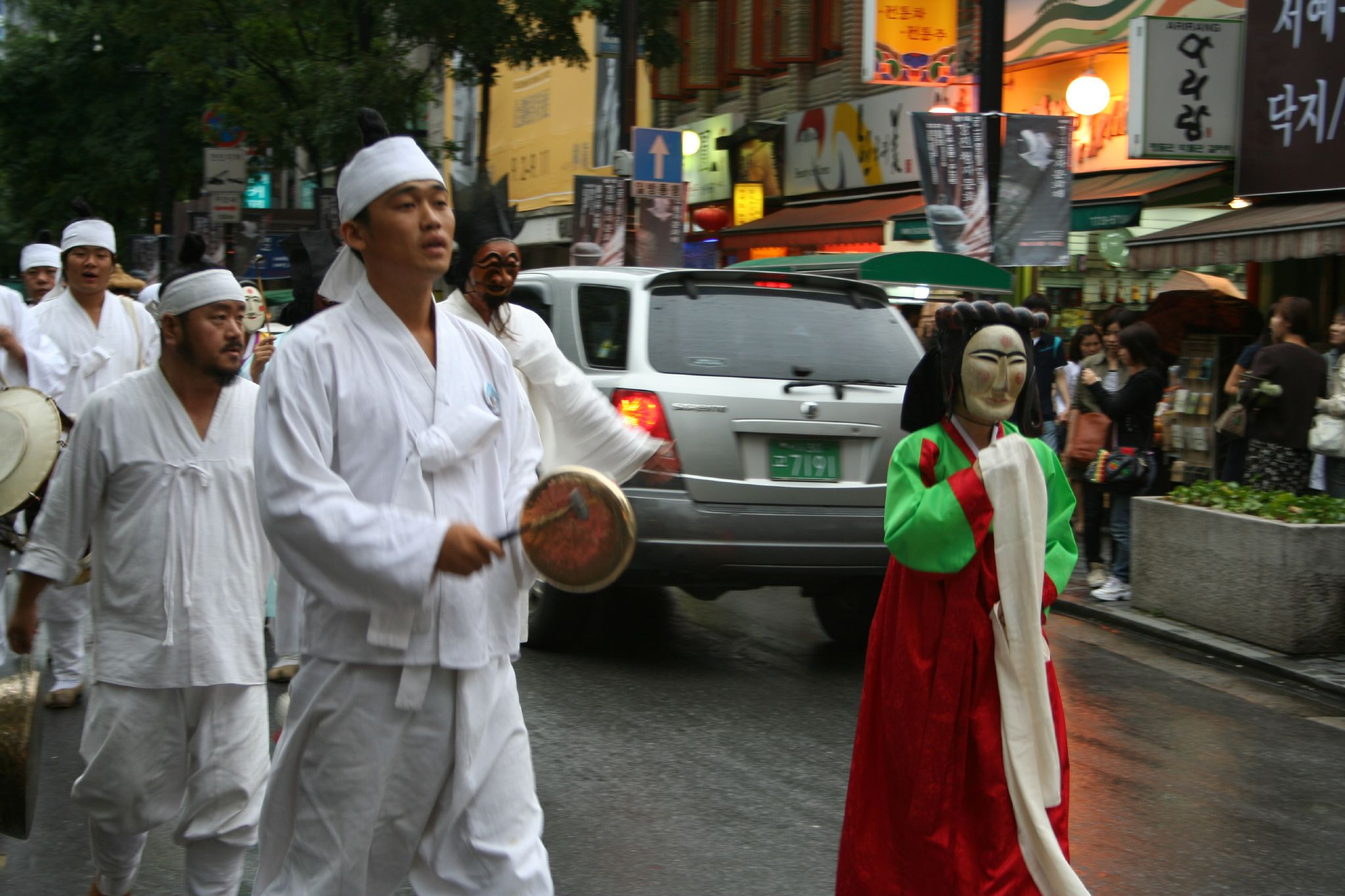
Pungmul-Spieler im Minbok, Insadong-Festival im September 2006

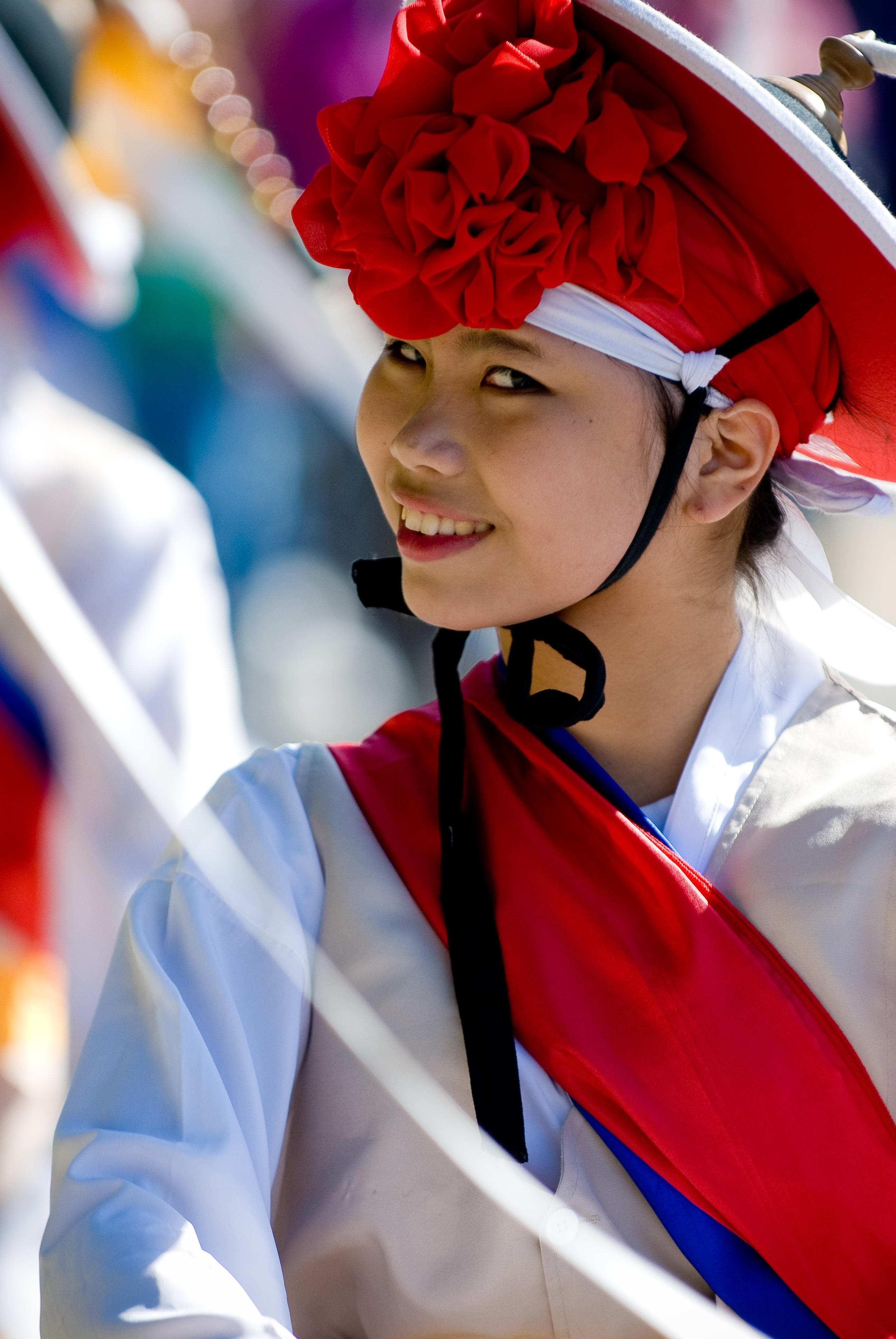
Pungmul-Tänzerin während eines Festivals 2011

Parallel zu der Minjung-Bewegung besann sich in den 1980er Jahren die Arbeiterklasse Südkoreas auf die kulturelle Kraft der Literatur, der Kunst und auch auf das traditionelle Pungmul-Spiel und Talchum (탈춤), den Maskentanz. Eine wichtige Rolle spielte dabei die Urban Industrial Mission, eine progressive religiöse Organisation, die das Pungmul-Spiel und den Maskentanz lehrte und so eine gewichtige Rolle in der Organisation und der Bewusstseinsentwicklung der Arbeiterschaft spielte. Mitte der 1980er Jahre besaß jede Gewerkschaft und Arbeiterorganisation in Südkorea eine Pungmul-Trommelgruppe und eine Talchum-Gruppe und so wurden beide Aufführungsformen zu einem strategischen Werkzeug für die Mobilisierung nicht nur der Arbeiterbewegung in Südkorea, sondern auch der Studentenbewegung und der Mobilisierung der Massen für den Kampf für mehr Freiheit und Demokratie in den 1970er und 1980er Jahren in Südkorea.

## Samulnori
In den späten 1970er Jahren schuf der Künstler Kim Duk-soo eine Bühnenversion des Pungmul, das seither als Samulnori, das Spiel mit vier Instrumente, Kkwaenggwari, Jing, Janggu und Buk, aufgeführt wurde und sich einen Platz in der traditionellen Trommelspielkunst Südkoreas gesichert hat.

## Pungmul heute
In Erinnerung an die traditionelle Form des Pungmul-Spiels wird heute in Südkorea und in allen Ländern, in denen Koreaner immigriert sind, Pungmul-Spiele zu festlichen Anlässen aufgeführt, sei es zu Seollal, dem koreanischen Neujahrsfest, zum Unabhängigkeitstag, oder zu anderen wichtigen gesellschaftlichen Anlässen. Vielfach sind Pungmul-Aufführungen auch zu einer touristischen Attraktion geworden.